# Autonomiczne Oddziały Antykapitalistyczne
Autonomiczne Oddziały Antykapitalistyczne (bask. Komando Autonomo Antikapitalistak) – baskijska organizacja terrorystyczna.

## Historia
Zostały założone w 1976 roku przez rozłamowców z ETA. Działalność bojową rozpoczęły w 1978 roku. Aktywność formacji obejmowała zamachy bombowe i porwania dla okupu. Celem zamachów byli funkcjonariusze policji i wojska, obiekty korporacji i banków oraz politycy. Najgłośniejszą akcją członków grupy było morderstwo socjalistycznego senatora Enrique Casasa w lutym 1984 roku. W 1985 roku organizacja została rozbita przez policję

## Ideologia
Wyznawały doktrynę anarchistyczną.